# Pókafalvi Póka család

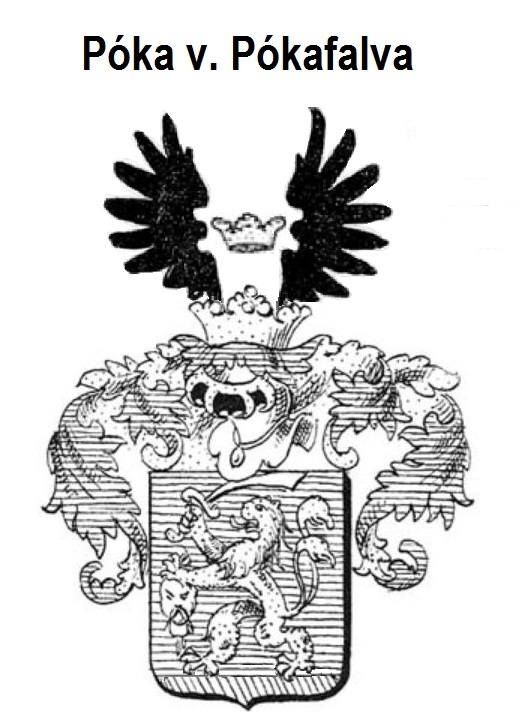
A pókafalvi Póka család címere (rajz)

A pókafalvi Póka család egy ősrégi Zala vármegyei nemesi család, amelynek az ősi fészke Pókafalva, amely manapság Pókaszepetk része. A család egyik ága Vas vármegyében élt a 18. században. A régi földbirtokos nemesi családnak az eddigi legkorábbi ismert említése 1417-ből való, holott ekkor a tagjai már földbirtokos nemesek voltak. Leszármazottjai 1622. június 5.-én II. Ferdinánd magyar király armálist szereztek.

## A család története
Az ősrégi család megnemesítése kora ismeretlen; 1417. március 31-én Pokafalva-i Poka Benedek már régi földbirtokos nemes család sarjaként szerepelt egy pereskedésben, amely a kapornaki konventben zajlott. Pókafalvai Póka Miklós 1453. december 11.-én szerepelt királyi emberként egy pereskedésben a Zala vármegyei Molnári birtokkal kapcsolatban. Póka István 1513-ban szerepelt Pókafalván egytelkes nemesként. 1563-ban pókafalvi Póka György és Osvát felsőszepetneki lakosok voltak. 1622. június 5.-én II. Ferdinánd magyar király armálist adományozott pókafalvi Póka Péternek és Andrásnak akik Zala vármegyében laktak. Póka Péter leszármazottjai vitték tovább a családot. Egy egyházasbükki Dervarics Kálmán helytörténész által közölt 19. századi legenda szerint, 1664. november 18-án több magyar és horvát főúrral gróf Zrínyi Miklós vadászni ment Csáktornya környéki kursaneczi erdőbe. Ekkor fővadásza, pókafalvi Póka István úr, bérelt gyilkos, orozva lőtte agyon. Az állítólagos gyilkos puska megmaradt, és azt örök emlékezetül adta ajándékba 1755-ben Benyovszky Pál úrnak Póka István unokája, pókafalvi Póka Gábor. A legenda minden valószínűséggel későbbi koholmány, hiszen a puska későbbi gyártású mint Zrínyi halála, és más egyéb hiteles forrás sem ismert az eseményről.
Pókafalvi Poka Ádám, vasi szolgabíró volt 1676-ban. 1691. május 5.-én I. Lipót magyar király a kistarnóci, a pusztarádóci és az egyházasrádóci földbirtokok átruházását engedte pókafalvi Poka Ádámnak, vasi szolgabírónak, és feleségének, egyházasrádóczi és telekesi Győrffy Anna úrnőnek, egyházasrádóczi és telekesi Györffy Istvántól (fl. 1691–1711), aki akkoriban a bécsi Pázmáneumban papnak tanult (később lőcsei apát, zselici címzetes apát lett).

### Gábor ága
Póka Ádám és Györffy Anna fia, pókafalvi Póka Gábor (fl. 1728-1752), szentléránti és söjtöri birtokos, aki 1741-ben vasi insurgens kapitány volt. Póka Gábor feleségül vette szenttamási Bertalan családnak a sarját, szenttamási Bertalan Klárát, akinek a szülei szenttamási Bertalan Ádám (fl. 1708–1731), földbirtokos és a tekintélyes Nádasdy család köznemesi ágából származó Nádasdy Mária úrnő voltak. A menyasszonynak az apai nagyszülei szenttamási Bertalan István (fl. 1673–1687), zalai alszolgabiró, esküdt, földbirtokos és nemes Kerpacsics Katalin (fl. 1691) voltak; Bertalan Istvánné Kerpacsics Katalin szülei Kerpacsics István (fl. 1636–1659), aki 1647 és 1657 között zalaegerszegi kapitány, földbirtokos, valamint az ősrégi Hahót nemzetségbeli csányi Csány Katalin (fl. 1666) voltak. Póka Gáborné szenttamási Bertalan Klárának az anyai nagyszülei nádasdi Nádasdy Tamás (fl. 1678), földbirtokos, és meszléni Meszlény Éva (fl. 1688–1699) voltak. Nádasdy Tamásnak a szülei Nádasdy Boldizsár (fl. 1636–1664), Vas vármegye alispánja, országgyűlési követe, földbirtokos, és tarródi és németszecsődi Tarródy Orsolya (fl. 1628–1638) voltak. Nádasdy Tamásné Meszlényi Éva szülei pedig meszléni Meszlény Benedek (fl. 1620–1660), az 1646 és 1656 közötti vasi alispán, vármegyei követ, földbirtokos és a kerecseni Szalay családból való kerecseni Szalay Katalin (fl. 1667) voltak. Bertalan Ádámné Nádasdy Mária felmenői között a lengyeltóti Lengyel-, a dalkai Hathalmy-, a némai Kolos-, a bisági Geréczy- a nádasdi Darabos-, a szapári Szapáry-, valamint a  ghyczi és assa ablanczkürthi Ghyczy családok találhatóak. Bertalan Ádámné Nádasdy Mária leánytestvérei: nádasdi Nádasdy Klára (1685–1765), akinek a férje jakabházi Sallér István (1690–1761), a Magyar királyság alnádora, Vas vármegye alispánja, országgyűlési követe, táblabírája, földbirtokos, nádasdi Nádasdy Judit (1682–1739), akinek a férje felsőbüki Nagy Mihály, Sopron vármegye alispánja, földbirtokos, valamint nemes Bellesics Jánosné nádasdi Nádasdy Éva.
Póka Gábor és szenttamási Bertalan Klára frigyéből született nemes Sümeghy Ferencné Póka Marianna (1728-1797) asszony. Póka Gábor söjtöri birtokos a 18. század elején italmérő helyet és malmot Söjtör határánál idősebb petrikeresztúri Patay István (fl. 1697–1724), söjtöri földbirtokossal együtt építtetett. A petrikeresztúri Patay családnak a sarja idősebb Patay István (fl. 1697–1724) hitvese bánszegi Bán Erzsébet atyafiságban állt Póka Gábor feleségével, szenttamási Bertalan Klárával; az elsőnek az apai nagyanyja bánszegi Bán Istvánné nemes Kerpacsis Dorottya (fl. 1690), a másiknak az apai nagyanyja, szenttamási Bertalan Istvánné nemes Kerpacsics Katalin, mindketten leánytestvérek és Kerpacsics István (fl. 1636–1657) zalaegerszegi várkapitány , valamint a Buzád-Hahót nemzetségbeli csányi Csány Katalin úrnőnek a lányai voltak. Póka Gábornak a második neje eörsi Eörsy Krisztina volt, akitől egy leány, Póka Klára, származott. A második felesége halála után, Póka Gábor majd 1738 június 16.-án Rábahidvégen ismét kötött házasságot: a harmadik neje, özvegy prosznyákfalvi Prosznyák Lászlóné csányi Csány Anna úrnő lett, akinek a szülei Csány Ferenc és Rumy Mária voltak. 1743. március 13.-tól a Dunántuli Kerületi Táblánál Póka Miklós és Gábor által Kelemen István, Vörös István és Fercsel Dávid ellen zajlottak osztályos pereskedések hosszú ideig.
Póka Gábor és Bertalan Klára lánya, pókafalvi Póka Marianna (1728–1797) úrnő 1749. április 14.-én kötött házasságot Szenttamáson a lovászi és szentmargitai Sümeghy család sarjával nemes Sümeghy Ferenc (1723–†c.1766) táblabíró úrral, akinek a szülei nemes Sümeghy Mihály (fl. 1716–1727), Zala vármegye főjegyzője 1716. és 1727. között, földbirtokos és nemes Foky Judit voltak. A vőlegénynek az anyai nagyszülei nemes Foky János (fl. 1696–1729) (†1729), Vas vármegye alispánja, földbirtokos, a keszői vár kapitánya, földbirtokos és a kisbarnaki Farkas családból való kisbarnaki Farkas Judit (fl. 1687–1702) voltak. A házasságkötésnél a tanúk jakabházi Sallér István (1690–1761), nádorhelyettes, Vas vármegye táblabírája, nádasdi Nádasdy Klára (1685–1765) férje, és nemes Foky Benedek, tatai apát, prépost, voltak.
1752. augusztus 17.-én osztályos egyezmény jött létre Sümeghy Ferencné Póka Marianna és szenttamási Bertalan Ferenc között mivel nem rég hunyt el Póka Gábor. 1758-ban néhai Póka Gábor vejének, Sümeghy Ferencnek az osztályos pere zajlott Séllyei László és Sohár János ellen. Sümeghy Ferenc és Póka Marianna fia lovászi és szentmargitai Sümeghy József (1757-1832) Zala vármegye alispánja, királyi tanácsos volt. 1770-ben Sümeghy Ferencné Póka Marianna zalaszabari földbirtokosként szerepelt az anyja elsőfokú unokatestvérével, jakabházi Sallér István (1726–1789) nádori ítélőmesterrel együtt. Később, 1778-ban, az özvegyasszonyt alsóbagodi földbirtokosként említik.
Sümeghyné Póka Marianna féltestvére, pókafalvi Póka Klára (1734-1811), aki édesapjának, Póka Gábornak a második feleségétől, eőrsi Eőrsy Krisztinától származott; Póka Klára 1760. augusztus 3.án nemesságodi Szvetics Mihály (1727–1768) úrhoz ment férjhez Rábahídvégen. A házasságkötésnél a tanúk voltak a vőlegény nagybátyja, nemesságodi Szvetics Jakab (1703–1781), kamarás, királyi tanácsos, 1780-tól gróf, és báró Sigray Károly, valamint jakabházi Sallér István alnádor. Öreg korára, a gyermek nélküli özvegy Szvetics Mihályné Póka Klára, nővéréhez, Sümeghy Ferencné Póka Mariannához (1728–1797) költözött Alsóbagodra, ahol végül el is hunyt 1811-ben. Póka Gábor két leányában, Mariannában és Klárában, kihalt az ő ága.

### Miklós ága
Póka Ádám és Györffy Anna családját Póka Gábor fivére, pókafalvi Póka Miklós vitte tovább. Pókafalvi Póka Miklós (1689–1747), táblabíró, földbirtokos 1733-ban szerepelt a Vas vármegyei nemesi összeírásban; felesége a nemesi származású Simaházy Mária volt, akinek a szülei nemes Simaházy Ferenc, ügyvéd, földbirtokos és damonyai Landor Erzsébet voltak. Póka Miklós 1724-ben, 1727-ben, 1732-ben és 1736- ban vármegyei főszolgabírói jelölt volt, azonban nem nyert a választásokon.
Póka Miklós és Simaházy Mária házasságából négy leány- és egyetlen fiúgyermek született: pókafalvi Póka Ádám táblabíró, akit 1720. december 9.-én kereszteltek meg Sajtoskálon, és 1754. február 5.-én vette feleségül Táplánszentkereszten táplánfalvi Nagy Zsófia kisasszonyt, akinek a szülei táplánfalvi Nagy István (1683–1732), földbirtokos és lukafalvi Zarka Klára asszony voltak. A menyasszony leánytestvére táplánfalvi Nagy Terézia (1720-1803), akinek a férje a Hahót-Buzád nembeli csányi Csány György (†1767), Zala vármegye alispánja, földbirtokos volt; Póka Ádámné táplánfalvi Nagy Zsófia nagynénje, táplánfalvi Nagy Anna, akinek a férje galánthai Bessenyey László Zala vármegye alispánja, földbirtokos volt. Póka Ádám (ahogy apja Póka Miklós is) főszolgabírónak kandidált 1746-ban és 1753-ban, azonban szintén sikertelenül. Póka Ádámnak táplánfalvi Nagy Zsófiától egyetlenegy leánygyermek érte el a felnőttkort: pókafalvi Póka Róza (1759–1789) asszony, aki Szentléránton 1785. február 4-én ment férjhez a férje nemes Korcsmáros József (1746-1822), földbirtokoshoz. Korcsmáros József szülei nemes Korcsmáros György (1710–1757), földbirtokos és párisi és nagybácsi Bátsmegyey Klára (1718–1786) voltak.
Póka Miklós és Simaházy Mária frigyéből született pókafalvi Póka Magdolna, akinek a férje, felsőbüki Nagy György (†1763), földbirtokos, felsőbüki Nagy Mihály Sopron vármegye alispánja, földbirtokos és nádasdi Nádasdy Judit (1682–1739) fia. Ennek a felsőbüki Nagy Mihályné Nádasdy Juditnak az egyik leánytestvére szenttamási Bertalan Ádámné nádasdi Nádasdy Mária, aki anyósa volt a korábban említett Póka Gábor (fl. 1728–1752), szentléránti és söjtöri birtokosnak, 1741-ik vasi insurgens kapitánynak. Póka Ádám lányában nemes Korcsmáros Józsefné pókafalvi Póka Róza (1759–1789) kihalt az ő ága a családnak.

## A család címere
A család címere leírása (1622): Kék pajzsban, zöld mezőn arany oroszlán jobbjában kardot, baljában levágott török fejet tart. Sisakdísz: Két fekete sasszárny között arany leveles korona. Takarók: kék-arany, vörös ezüst.

## A család leszármazási táblája
- A1 András
  - B1 Ádám (fl. 1676–1691), Vas vármegyei szolgabiró, földbirtokos. Felesége: rádóczi és telekesi Györffy Anna (fl. 1691)
    - C1 Gábor (fl. 1733–1741), vasi inszurgens kapitány 1741-ben, földbirtokos. 1.felesége: szenttamási Bertalan Klára. 2.felesége: eörsi Eörsy Krisztina. 3.felesége: Hahót nembeli csányi Csány Anna
      - D1 (első házasságból) Marianna (*1728.–†Alsóbagod, Zala vm., 1797. február 14.). Férje: nemes Sümeghy Ferenc, földbirtokos.
      - D2 (második házasságból) Klára (*Molnári, 1734. május 6.–†Alsóbagod, 1811. szeptember 22.). Férje: nemesságodi Szevetics Mihály (*Kőszeg, 1727. december 6.–†Nemesságod, 1768. március 2.), földbirtokos.

    - C2. Mária. Férje: nemes Szécsényi Imre, földbirtokos.
    - C3 Miklós (fl. 1715–1726), Táblabíró, földbirtokos. Felesége: nemes Simaházy Mária.
      - D1  Magdolna (*1715). Férje: felsőbüki Nagy György (†Csákány, 1763. május 1.), földbirtokos.
      - D2 Ádám Ferenc (*Berény (in: Sajtoskál), 1720. december 9.), földbirtokos. Felesége: táplánfalvi Nagy Zsófia.
        - E1 Borbála Éva *Szentléránt, (in: Sorkifalud), 1754. december 25.)
        - E2 Miklós István *Szentléránt, 1757. július 28.)
        - E3 Rozália Klára (*Szentléránt, 1759. január 29.–†Kisunyom, 1789. szeptember 3.). Férje: kisunyomi Korchmáros József Pál (*Torony, 1746. január 26.–†Kisunyom, 1822. december 17.), Táblabíró, földbirtokos.
        - E4 József (*Szentléránt, 1763. március 1.)
        - E5 Anna Mária (*Szentléránt, 1765. június 23.)

      - D3 Ferenc (*Berény, 1722. július 31.)
      - D4 Erzsébet. Férje: nemes Hegedüs József, földbirtokos.
      - D5 Julianna. 1.f.: Pekovics Ádám. 2.f.: Szabó Zsigmond.
      - D6 Judit (*Berény, 1724. március 14.). Férje: nemes Lendvay László,
      - D7 Mária (*Berény, 1726. szeptember 19.)